# Emil i Lönneberga (TV-serie)
Emil i Lönneberga är en svensk TV-serie i 13 delar från 1974-1976, som bygger på böckerna om Emil i Lönneberga. Den bygger på tre filmer från 1971-1973, Emil i Lönneberga, Nya hyss av Emil i Lönneberga och Emil och griseknoen, som har klippts om till en TV-serie.

## Visningar
Serien premiärvisades i tyskspråkiga Schweiz den 16 januari 1974 och i Sverige den 22 november 1975 och har repriserats flera gånger av SVT. Endast nio avsnitt av serien har släppts på DVD i Sverige, i Tyskland däremot har alla avsnitt släppts i en DVD-box.
Några av avsnitten har även getts ut separat på DVD i Tyskland av olika teman som jul eller skolstart, med klipp från olika Astrid Lindgren-produktioner, däribland även Pippi Långstrump.

## Avsnitt
| Nr | Titel                                      | Premiärdatum     |
| -- | ------------------------------------------ | ---------------- |
| 1  | Du kära lilla snickarbod                   | 22 november 1975 |
| 2  | Emil i soppskålen                          | 29 november 1975 |
| 3  | Kalaset i Katthult                         | 6 december 1975  |
| 4  | När Emil for till marknaden                | 13 december 1975 |
| 5  | Stora tabberaset i Katthult                | 20 december 1975 |
| 6  | Auktionen i Backhorva                      | 27 december 1975 |
| 7  | Koa är galen                               | 3 januari 1976   |
| 8  | När Lina hade tandvärk                     | 10 januari 1976  |
| 9  | Husförhöret i Katthult                     | 17 januari 1976  |
| 10 | Kräftfiske, gökotta och andre lustbarheter | 24 januari 1976  |
| 11 | Sugga är också galen!                      | 31 januari 1976  |
| 12 | Griseknoens märkliga bravader              | 7 februari 1976  |
| 13 | Den stora snöstormen                       | 14 februari 1976 |